# انری ویلمز
انری ویلمز (انگلیسی: Henri Willems; ۳۰ سپتامبر ۱۸۹۹ – تاریخ ورودی نامعتبر است) از برندگان مدال‌های بازی‌های المپیک زمستانی اهل بلژیک بود.